# Shunbaisai Hokuei
Shunbaisai Hokuei est un nom japonais traditionnel ; le nom de famille (ou le nom d'école), Shunbaisai, précède donc le prénom (ou le nom d'artiste).

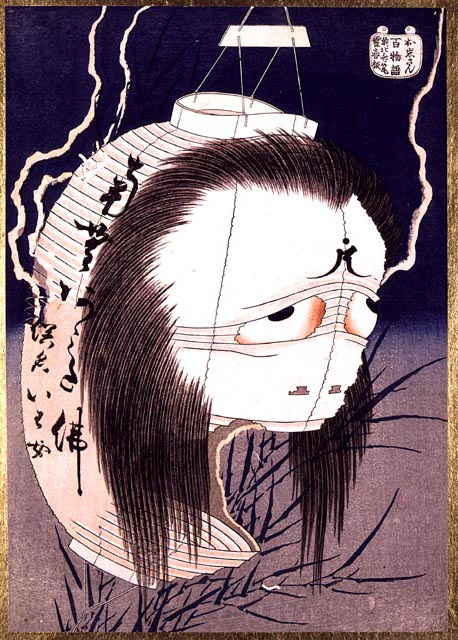
Xylographie de Shunbaisai Hokuei représentant le fantôme d'Oiwa apparaissant sous forme de lanterne, De la série « les cent contes ».

Shunbaisai Hokuei (春梅斎 北英), aussi connu sous le nom Shunkō III, est un dessinateur japonais d'estampe sur bois de style ukiyo-e actif à Osaka de 1824 à 1837 environ. Il est élève de Shunkōsai Hokushū. Hokuei peint le plus souvent des portraits de l'acteur de théâtre kabuki Arashi Rikan II et la qualité tant du dessin que de la peinture est remarquable. Il meurt en 1837.
Shunbaisai Hokuei ne doit pas être confondu avec Tōkōen Hokuei (桃幸園 北英), un imprimeur de Edo (Tokyo) du début du XIXe siècle également appelé « Hokuei ».  